# Héroïsme d'une Française
Pour plus de détails, voir Fiche technique et Distribution.
Héroïsme d'une Française est un film muet allemand sorti en 1913.

## Synopsis
Le film est inspiré de l'histoire de Juliette Dodu, directrice de station de télégraphe à Pithiviers. L'action se situe en 1870, lors de la guerre franco-prussienne. Les Prussiens ont investi la ville, et le bureau de télégraphie. Juliette réussit toutefois à télégraphier des informations sur les mouvements des troupes ennemies... Bientôt, Juliette est démasquée, jugée et condamnée à mort.

## Fiche technique
Film de 1420 m.

## Distribution
- Henny Porten : Juliette Dodu[2]

## Interdictions
Selon l'affiche (avec photo) du cinéma Récamier, le film fut interdit en Allemagne. Il fut également interdit le 15 mars 1914 par le maire du Havre, parce qu'il aurait pu « choquer les nombreux Allemands habitant la ville »